# Reprezentacja Urugwaju U-20 w piłce nożnej mężczyzn
Reprezentacja Urugwaju U-20 w piłce nożnej mężczyzn – męska piłkarska reprezentacja Urugwaju do lat 20. Największym sukcesem reprezentacji jest zdobycie złota na Mistrzostwach Świata U-20 w 2023 roku.

## Udział w turniejach międzynarodowych

### Mistrzostwa Świata U-20
Urugwajskiej drużynie szesnaście razy udało się zakwalifikować do finałów MŚ.
| Rok   | Runda                  | M                      | W                      | R                      | P                      | GZ                     | GS                     |
| ----- | ---------------------- | ---------------------- | ---------------------- | ---------------------- | ---------------------- | ---------------------- | ---------------------- |
| 1977  | IV miejsce             | 5                      | 3                      | 1                      | 1                      | 6                      | 5                      |
| 1979  | III miejsce            | 6                      | 4                      | 1                      | 1                      | 10                     | 3                      |
| 1981  | Ćwierćfinał            | 4                      | 3                      | 0                      | 1                      | 6                      | 2                      |
| 1983  | Ćwierćfinał            | 4                      | 2                      | 1                      | 1                      | 7                      | 5                      |
| 1985  | Nie zakwalifikował się | Nie zakwalifikował się | Nie zakwalifikował się | Nie zakwalifikował się | Nie zakwalifikował się | Nie zakwalifikował się | Nie zakwalifikował się |
| 1987  | Nie zakwalifikował się | Nie zakwalifikował się | Nie zakwalifikował się | Nie zakwalifikował się | Nie zakwalifikował się | Nie zakwalifikował się | Nie zakwalifikował się |
| 1989  | Nie zakwalifikował się | Nie zakwalifikował się | Nie zakwalifikował się | Nie zakwalifikował się | Nie zakwalifikował się | Nie zakwalifikował się | Nie zakwalifikował się |
| 1991  | Faza grupowa           | 3                      | 0                      | 1                      | 2                      | 0                      | 7                      |
| 1993  | Ćwierćfinał            | 4                      | 2                      | 1                      | 1                      | 6                      | 5                      |
| 1995  | Zdyskwalifikowany      | Zdyskwalifikowany      | Zdyskwalifikowany      | Zdyskwalifikowany      | Zdyskwalifikowany      | Zdyskwalifikowany      | Zdyskwalifikowany      |
| 1997  | II miejsce             | 7                      | 4                      | 2                      | 1                      | 14                     | 6                      |
| 1999  | IV miejsce             | 7                      | 2                      | 2                      | 3                      | 7                      | 8                      |
| 2001  | Nie zakwalifikował się | Nie zakwalifikował się | Nie zakwalifikował się | Nie zakwalifikował się | Nie zakwalifikował się | Nie zakwalifikował się | Nie zakwalifikował się |
| 2003  | Nie zakwalifikował się | Nie zakwalifikował się | Nie zakwalifikował się | Nie zakwalifikował się | Nie zakwalifikował się | Nie zakwalifikował się | Nie zakwalifikował się |
| 2005  | Nie zakwalifikował się | Nie zakwalifikował się | Nie zakwalifikował się | Nie zakwalifikował się | Nie zakwalifikował się | Nie zakwalifikował się | Nie zakwalifikował się |
| 2007  | 1/8 finału             | 4                      | 1                      | 1                      | 2                      | 4                      | 6                      |
| 2009  | 1/8 finału             | 4                      | 2                      | 1                      | 1                      | 7                      | 5                      |
| 2011  | Faza grupowa           | 3                      | 0                      | 2                      | 1                      | 1                      | 2                      |
| 2013  | II miejsce             | 7                      | 4                      | 2                      | 1                      | 10                     | 3                      |
| 2015  | 1/8 finału             | 4                      | 1                      | 2                      | 1                      | 3                      | 3                      |
| 2017  | IV miejsce             | 7                      | 3                      | 4                      | 0                      | 7                      | 3                      |
| 2019  | 1/8 finału             | 4                      | 3                      | 0                      | 1                      | 8                      | 4                      |
| 2023  | I miejsce              | 7                      | 6                      | 0                      | 1                      | 12                     | 3                      |
| 2025  | Do ustalenia           | Do ustalenia           | Do ustalenia           | Do ustalenia           | Do ustalenia           | Do ustalenia           | Do ustalenia           |
| Razem | 16/23                  | 80                     | 40                     | 21                     | 19                     | 108                    | 70                     |

### Mistrzostwa Ameryki Południowej U-20
Egipskiej drużynie 2 razy udało się zakwalifikować do finałów Pucharu Narodów Afryki.
| Rok   | Runda             | M                 | W                 | R                 | P                 | GZ                | GS                |
| ----- | ----------------- | ----------------- | ----------------- | ----------------- | ----------------- | ----------------- | ----------------- |
| 1954  | I miejsce         | 6                 | 4                 | 2                 | 0                 | 14                | 4                 |
| 1958  | I miejsce         | 5                 | 2                 | 3                 | 0                 | 13                | 9                 |
| 1964  | I miejsce         | 6                 | 4                 | 1                 | 1                 | 8                 | 5                 |
| 1967  | Faza grupowa      | 4                 | 1                 | 1                 | 2                 | 5                 | 7                 |
| 1971  | II miejsce        | 5                 | 3                 | 1                 | 1                 | 9                 | 6                 |
| 1974  | II miejsce        | 6                 | 3                 | 1                 | 2                 | 11                | 6                 |
| 1975  | I miejsce         | 5                 | 3                 | 2                 | 0                 | 8                 | 2                 |
| 1977  | I miejsce         | 7                 | 4                 | 3                 | 0                 | 11                | 2                 |
| 1979  | I miejsce         | 6                 | 5                 | 1                 | 0                 | 12                | 1                 |
| 1981  | I miejsce         | 7                 | 5                 | 1                 | 1                 | 17                | 8                 |
| 1983  | II miejsce        | 7                 | 4                 | 2                 | 1                 | 14                | 12                |
| 1985  | IV miejsce        | 7                 | 3                 | 1                 | 3                 | 10                | 11                |
| 1987  | IV miejsce        | 7                 | 4                 | 1                 | 2                 | 13                | 9                 |
| 1988  | Faza grupowa      | 4                 | 0                 | 2                 | 2                 | 2                 | 4                 |
| 1991  | III miejsce       | 7                 | 3                 | 4                 | 0                 | 13                | 5                 |
| 1992  | II miejsce        | 6                 | 3                 | 3                 | 0                 | 7                 | 2                 |
| 1995  | Zdyskwalifikowany | Zdyskwalifikowany | Zdyskwalifikowany | Zdyskwalifikowany | Zdyskwalifikowany | Zdyskwalifikowany | Zdyskwalifikowany |
| 1997  | IV miejsce        | 9                 | 4                 | 4                 | 1                 | 14                | 8                 |
| 1999  | II miejsce        | 9                 | 4                 | 3                 | 2                 | 13                | 7                 |
| 2001  | Faza grupowa      | 4                 | 1                 | 1                 | 2                 | 4                 | 6                 |
| 2003  | V miejsce         | 9                 | 4                 | 1                 | 4                 | 16                | 12                |
| 2005  | V miejsce         | 9                 | 2                 | 5                 | 2                 | 13                | 10                |
| 2007  | III miejsce       | 9                 | 4                 | 2                 | 3                 | 13                | 11                |
| 2009  | III miejsce       | 9                 | 6                 | 1                 | 2                 | 21                | 16                |
| 2011  | II miejsce        | 9                 | 4                 | 2                 | 3                 | 10                | 12                |
| 2013  | III miejsce       | 9                 | 4                 | 3                 | 2                 | 15                | 12                |
| 2015  | III miejsce       | 9                 | 5                 | 2                 | 2                 | 15                | 5                 |
| 2017  | I miejsce         | 9                 | 6                 | 2                 | 1                 | 18                | 8                 |
| 2019  | III miejsce       | 9                 | 4                 | 2                 | 3                 | 10                | 8                 |
| 2023  | II miejsce        | 9                 | 7                 | 1                 | 1                 | 19                | 6                 |
| 2025  | Do ustalenia      | Do ustalenia      | Do ustalenia      | Do ustalenia      | Do ustalenia      | Do ustalenia      | Do ustalenia      |
| Razem | 28/29             | 207               | 106               | 58                | 42                | 347               | 212               |

## Skład
Aktualny skład dostępny jest na stronie internetowej transfermarkt.pl